# José Luis Garcés Rivera
José Luis Garcés Rivera (* 6. Mai 1981 in La Chorrera) ist ein panamaischer Fußballspieler.

## Karriere

### Verein

#### Von Panama nach Europa
Zum Jahresanfang 2002 wechselte Garcés von Sporting San Miguelito zu CD Árabe Unido. Von dort ging es zur Saison 2003/04 weiter zum San Francisco FC. 2006 wechselte er erstmals in seiner Karriere ins Ausland, nämlich zu Nacional Montevideo in Uruguay. Dort blieb er das komplette Jahr über und ging im Januar 2007 nach Portugal zu Belenenses SAD. Dort kam er in der ersten portugiesischen Liga zum ersten Mal am 28. Januar bei einer 1:2-Niederlage gegen Benfica Lissabon zum Einsatz. Für Belenenses war Garcés bis zum Ende der laufenden Saison aktiv und wechselte zur Saison 2007/08 zu ZSKA Sofia nach Bulgarien. Dort spielte er sowohl in der Qualifikation zum UEFA-Cup als auch in der ersten Runde gegen den FC Toulouse, in welcher er im Hin- als auch im Rückspiel eingesetzt wurde. Weil er am zum ersten Training in der Rückrunde nicht erschien, bekam Garcés eine Strafe von 2.000 € auferlegt. Ebenso bekam er im September 2007 eine Strafe von 8.000 €, weil er nicht zu einem Freundschaftsspiel erschienen war.
Zur Saison 2008/09 wechselte Garcés in den Osten der iberische Halbinsel und schloss sich Académica de Coimbra an. Für diese kam er in der ersten Liga auf zehn Einsätze sowie einen Torerfolg. Danach spielte Garcés in darauffolgenden Saison bei al-Ettifaq in Saudi-Arabien. Hier ist jedoch nur ein Spiel gegen den al-Nasr FC für ihn nachgewiesen.

#### Zurück in Panama
Nach der Saison in Saudi-Arabien kehrte Garcés nach Panama zurück und schloss sich wieder dem San Francisco FC an. Hier stand er unter anderem bei dem 1:0-Hinspielsieg in der Qualifikation zur CONCACAF Champions League 2011/12 am 27. Juni 2011 gegen die Seattle Sounders auf dem Platz, er wurde in der 71. Minute für Johan de Ávila eingewechselt. Anfang April 2012 wurde Garcés nach dem Training mit seiner Mannschaft von der Polizei festgenommen. Im Jahr 2011 hatte er eine schwangere Frau so schwer verletzt, dass diese ihr Kind verlor. Daraufhin wurde er zu drei Jahren Haft verurteilt, konnte das Gefängnis nach vier Monaten zuerst wieder verlassen, musste aber nach einer Berufung die kompletten drei Jahre verbüßen.
Die Saison 2014/15 verbrachte Garcés beim Tauro FC. Danach wechselte er innerhalb von Panama zu verschiedenen Vereinen, zuerst zum CD Plaza Amador, im Januar 2016 für den Rest der Saison ein weiteres Mal zum San Francisco FC. In der nächsten Saison spielte er bis Februar 2017 beim Sport West FC. Daraufhin ging er für den Rest der Saison in seine Geburtsstadt zum CA Independiente de La Chorrera. Zu Beginn der nächsten Saison lief Garcés für den Azuero FC auf, um Anfang 2018 zum Costa del Este FC zu wechseln. Danach wechselte er zum Santa Gema FC. Das Team des Klubs wurde aufgrund von fehlenden finanziellen Mitteln am 10. Mai 2019 aufgelöst, der Klub wurde in die Amateur-Spielklasse zurückgestuft.

### Nationalmannschaft
Seinen ersten Einsatz für die panamaische Nationalmannschaft hatte Garcés am 9. Oktober 2000 in der Qualifikation zur Weltmeisterschaft 2002 bei einer 0:1-Niederlage gegen Kanada. Hier wurde er in der 65. Minute gegen Alfredo Anderson ausgewechselt. In der Qualifikation zur Weltmeisterschaft 2006 erhielt Garcés wieder einige Einsätze, sein erster war hierbei eine 1:2-Niederlage in El Salvador. Sein letztes Turnier war der Gold Cup 2009, in welchem seine Mannschaft bis in das Viertelfinale kam und dieses gegen die USA mit 1:2 verlor.